# 万象城站
万象城站是南宁轨道交通1号线的地铁车站，位于中华人民共和国广西壮族自治区南宁市青秀区民族大道与青秀路交叉口地下，邻近华润万象城，并设有与之连接的出入口。该站在2016年6月28日南宁轨道交通1号线东段通车时开放载客，设有4个出入口和1个岛式站台。

## 历史
1号线全线于2012年12月15日开展土建工程。1号线东段（南湖站－火车东站）在完成调试后於6月28日开始试运行，万象城站也因此而启用，成为1号线的中途站之一。

## 设施

### 结构
万象城站设有2层，地面为出入口，地下二层为站厅，地下三层为1号线月台（往石埠／火车东站）。位于大堂上方的地下一层则由民族大道下穿青秀路隧道使用。
| 地面     | 出入口                    | 出入口                |
| 地下二层 | 大堂                      | 客服中心、自助服務    |
| 地下三层 |                           | █ 1号线列車往石埠方向 |
| 地下三层 | 島式月台                  |                       |
| 地下三层 | █ 1号线列車往火车东站方向 |                       |

### 出入口
万象城站形似狹長的方形，設有4個出入口，其中A出入口设有无障碍电梯。
| 出口編號            | 出口指示         | 建議前往的目的地                                 | 照片 |
| ------------------- | ---------------- | ------------------------------------------------ | ---- |
| A出入口             | 民族大道、景秀路 | 水电大厦等办公楼、永凯大厦、景秀广场             |      |
| B出入口             | －               | （此出入口尚未開放）                             |      |
| C出入口             | 青秀路、万象城   | 华润万象城，北部湾大厦、广西壮族自治区国土资源厅 |      |
| D出入口             | 景秀路、民族大道 | 中鼎万象东方小区、德瑞花园                       |      |
| 注： 設有无障碍电梯 |                  |                                                  |      |

## 服务及接驳公交
工作日高峰時段（早上7時至9時、晚上5時30分至7時30分），本站的发车间隔为3.5分钟，其余时段每班车的间隔时间為7分钟。双休日期间，低峰（早上6時30分至11時）行车间隔为7分钟，高峰时段（早上11時30分至晚上8時）5分钟，平峰时段（晚上8時至11時）6分钟。从万象城开往火车东站的首班车在每天上午6时57分开出，末班车在每天晚上11时41分开出；开往石埠站的首班车在每天上午6时35分开出，而末班车则在每天晚上11时13分开出。
乘客可在本站周围换乘南宁公交1路、16路、43路、47路、72路、94路、25路、39路、42路、56路、87路、90路、94路、206路、220路、603路、609路、704路、706路、G1路等公交路线。